# Stagonolepididae
De Stagonolepididae zijn een familie van uitgestorven reptielen uit de orde der Aetosauria.

## Kenmerken
Deze familie had een massief, krokodilachtig lichaam, met grote vierkante platen gepantserd, die waarschijnlijk met hoorn waren bedekt. De staart was lang, net als bij de huidige krokodillen. De achterpoten waren langer dan de voorpoten. De van voren afgestompte kop was in vergelijking met het lichaam vrij klein en was vermoedelijk aangepast om in de bodem naar wortels te graven. De kleine tanden waren bladvormig en typisch voor planteneters. Sommige soorten, zoals die uit het geslacht Desmatosuchus, waren extra beschermd door lange stekels op de flanken. De meeste soorten uit deze familie werden een tot drie meter lang, de grootste soorten tot vijf meter.

## Vondsten
Fossielen werden gevonden in Europa, met name in Baden-Württemberg, Groenland, de Verenigde Staten, Argentinië, Brazilië, Marokko en Madagaskar.

## Indeling
Onderfamilie Stagonolepidinae
- † Stagonolepis Agassiz, 1844
- † Aetobarbakinoides Desojo et al., 2012
- † Procerosuchus Huene, 1942

Onderfamilie Typothoracisinae Parker, 2007
- † Typothorax Cope, 1875
- † Redondasuchus Hunt & Lucas, 1991
- † Rioarribasuchus Lucas et al., 2006
- † Tecovasuchus Martz & Small, 2006
- † Paratypothorax Long & Ballew, 1985

Onderfamilie Desmatosuchinae Huene, 1942
- † Desmatosuchus Case, 1920
- † Acaenasuchus Long & Murry, 1995
- † Longosuchus Hunt & Lucas, 1990
- † Lucasuchus Long & Murry, 1995
- † Sierritasuchus Parker et al., 2008